# La Puerta de Cabrera
La Puerta de Cabrera är en ort i Mexiko.   Den ligger i kommunen Indé och delstaten Durango, i den centrala delen av landet, 1 000 km nordväst om huvudstaden Mexico City. La Puerta de Cabrera ligger 1 902 meter över havet och antalet invånare är 281.
Terrängen runt La Puerta de Cabrera är varierad.  Trakten runt La Puerta de Cabrera är nära nog obefolkad, med mindre än två invånare per kvadratkilometer. Närmaste större samhälle är Santa María del Oro, 15,9 km sydväst om La Puerta de Cabrera. Omgivningarna runt La Puerta de Cabrera är i huvudsak ett öppet busklandskap.